# Dominik Savio
Dominik Savio [domínik sávio] (italijansko Domenico Savio), italijanski katoliški svetnik, pričevalec, zavetnik cerkvenih pevčkov, mladoletnikov, ministrantov, pevcev in po krivem obdolženih oseb; * 2. april 1842, Riva (naselje), (Chieri, Torino, Piemont (danes Italija), † 9. marec 1857, Mondonio (Torino, Piemont, danes Italija).

## Življenje

### Otroštvo in prvo obhajilo
Dominik se je rodil v Rivi pri Chieriju v Piemontu 2. aprila 1842 (Severo-zahodna Italija) kot prvorojenec od desetih otrok; oče Karel (Carlo Savio) je bil kovač, mati Brigita (Brigida Gaiato) pa šivilja. 
Sestra Terezija je o svoji družini povedala tole: 
Bilo nas je deset otrok, fantov in deklet. Dominik je bil najstarejši, jaz pa najmlajša. Oče je bil kovač z lastno kovačnico, mati pa je poleg gosodinjskih opravil tudi šivala. Bila sta odlična kristjana. Niti enkrat nismo šli spat, ne da bi zmolili rožni venec, in nikoli nismo sedli k mizi, ne da bi molili pred jedjo.— Sestra Terezija, T. Bosco. Dominik Savio. str. 17.
Starša, zlasti mati, sta mu vsadila v srce iskreno pobožnost. 

Nekega dne, ko je napolnil štiri leta, je zginil in njegova dobra mati ga je šla iskat. Našla je malčka, kako je v kotu molil s sklenjenimi rokami in sklonjeno glavo. Čeprav je bil še tako mlad, je znal že vse svoje molitve na pamet.
S petimi leti je postal ministrant. K prvemu obhajilu je smel pristopiti s sedmimi leti, kar je bila za tiste čase, ko je bil še močan vpliv janzenizma, redka izjema; tako je tudi njegov vzgojitelj don Bosko šel k prvemu obhajilu šele z dvanajstim letom (1827), kot je bila tedaj splošna navada. 
Takrat je napravil in tudi napisal mali Dominik štiri sklepe, ki so nenavadni za tako malega otroka:
1. Posvečevati hočem Gospodove dneve in praznike.
2. Pogosto bom hodil k spovedi in obhajilu.
3. Moja prijatelja bosta Jezus in Marija.
4. Rajši umreti, kot grešiti.[5]

### Šolanje
Dominik se je s starši preselil v Mondonio februarja 1853 in se takoj vpisal v šolo. Nekega jutra februarja 1854 je močno snežilo. Dva poredneža sta nabasala šolsko peč s snegom. Ko je učitelj-duhovnik Jožef Cugliero zahteval, naj se krivec javi, sta obdolžila Dominika. Molče in s sklonjeno glavo je sprejel krivično kazen. Ko je naslednjega dne prišla resnica na dan, je Dominik pojasnil: »Ta fanta sta zagodla že marsikatero in bi lahko letela iz šole; meni bi bil to prvi prekršek. Poleg tega sem pa mislil na Jezusa, ki so ga tudi po krivici obtoževali, pa je vse molče prenesel za naše grehe.«. Zato je postal zavetnik tistih, ki so po krivici obtoženi. Njegov učitelj pa se mu je oddolžil s tem, da je obiskal svojega nekdanjega sošolca don Boska v Turinu; po prisrčnem srečanju mu je don Bosko dejal: 
 »Dragi Cugliero, zakaj ne prideš še ti delat sem med to vojsko fantov? Krasen učitelj bi bil!« 
 »Ti imaš sveda več fantov kot jaz, toda jaz imam enega, ki je vreden več kot vsi tvoji fantje. Prišel sem, da ga podarim tvojemu oratoriju. Če ga boš znal vzgojiti, kot je treba, bo iz njega postal prvovrsten Božji služabnik.« 

### Srečanje zdon Boskom
2. oktobra 1854 je bil don Bosko s svojimi dečki na obisku v Becchijih na trgatvi, pri bratu Jožefu. DonBosko sam opisuje v Dominikovem življenjepisu to nepozabno srečanje dveh svetnikov:
Videl sem prihajati nekega dečka, ki ga je spremljal oče. Njegov obraz je izražal veselje, pa tudi spoštovanje. Po uvodnih besedah sem presenečeno spoznal, kako odprta je bila njegova duša za delovanje Svetega Duha.  Dominik me je po daljšem zaupnem pogovoru naravnost vprašal: 

»Torej, kaj se vam zdi? Me boste vzeli s seboj v Turin, da bom študiral?« 

»Upam, da si iz dobrega blaga.« 

»In za kaj vam bo to blago?« 

»Da bomo napravili lepo obleko, ki jo bomo podarili Gospodu.« 

»Torej sem jaz blago, vi pa krojač; potem me vzemite s seboj, da boste napravili lepo obleko za Gospoda.« 

»Bojim se, da si preslaboten za študij.« (Don Bosko je namreč zvedel, da sta dva njegova brata umrla nekaj dni po rojstvu in da drugi trije, Rajmunda 7, Marija 5 in Janez 2 leti – tudi niso preveč trdnega zdravja.) 

»Ne bojte se zaradi tega. Gospod, ki mi je do sedaj dajal zdravje in milost, mi bo pomagal še naprej.« 

»Kaj želiš postati, ko boš končal študije?« 

»Če mi bo Gospod dajal toliko milosti, želim postati duhovnik.« 

Don Bosko mu je pokazal stran iz ene od knjižic poljudnega poučnega beriva »Letture Cattolice«, ki jih je izdajal za preprosto ljudstvo, in mu naročil, naj mu do jutri pove obnovo. Ni še minilo osem minut, ko mu jo je povedal na pamet. Don Bosko mu je na to zadovoljno dejal: 

»Odlično. Ti si pohitel z učenjem, jaz pa bom pohitel z odgovorom. Vzel te bom v Turin.« 

### Zgleden gojenec
Z dvanajstimi leti je Dominik torej odšel v Torino v šolo, ki jo je vodil don Bosko. Napredoval je v učenju, pa tudi v pobožnosti in askezi. Pod don Boskovim vodstvom je pridobival tudi svoje tovariše za krščansko življenje. Namesto hude pokore in odpovedovanja mu je don Bosko svetoval: „Pri nas smo sveti tako, da smo veseli. Pridno se uči, pobožno moli in se veselo igraj. To je dovolj.“ 
Pod don Boskovim vodstvom je želel torej postati svetnik s spolnjevanjem treh kreposti: veselje, dolžnost učenja in usmiljenja, delati dobro drugim. 

8. decembra 1854 je blaženi Pij IX. razglasil dogmo o Marijinem Brezmadežnem spočetju. Prav takrat je prišel v zavod v Valdoku (Valdocco) tudi mali Dominik, ki ga je osvojila don Boskova marijanska pobožnost. Zelo rad je pripovedoval v zvezi s tem razne zglede, da bi spodbudil sošolce. V tem ozračju je utemeljil tudi družbico Brezmadežne, za katero je sestavil pravila pod skrbnim don Boskovim vodstvom.

## Smrt, češčenje in spomin
S petnajstimi leti je Dominik hudo zbolel. Don Bosko ga je poslal domov na sveži zrak, ki mu pa ni mogel več pomagati. Prejel je zakramente za umirajoče in vzkliknil pred smrtjo: „Kako nekaj lepega vidim!“ in z nasmehom na licu izdihnil. Oče se ob hudi izgubi ni mogel pomiriti. Pozneje je pripovedoval, da se mu je sin kak mesec po smrti prikazal in ga pomiril z izjavo, da mu je dobro in da naj ne žaluje za njim.
1908. se je začel postopek za njegovo beatifikacijo. Njegovo truplo je do osemdesetih let počivalo v kapeli na mondonijskem pokopališču; takrat so ga prenesli v baziliko Marije Pomočnice v Turinu, kjer je dobil svoj oltar blizu don Boskovega. 

1933. ga je papež Pij XI. razglasil za častitljivega Božjega služabnika in s tem potrdil, da je dosegel junaško stopnjo v udejanjanju krščanskih kreposti. Papež Pij XII. ga je v svetem letu, 5. marca 1950, razglasil za blaženega. Kmalu nato ga je isti papež prištl v marijanskem letu, 12. junija 1954, k svetnikom.
Dominik je zavetnik mladine na sploh, pa tudi šolarjev, ministrantov, mladih pevčkov, kakor tudi krivično obtoženih.
Njegov god je bil najprej na njegov smrtni dan, 9. marca. Po koncilu ga je na željo salezijancev prestavil papež Pavel VI. na 6. maja, da ga je mogoče proslavljati bolj slovesno, kot pa je bilo to mogoče v postnem času.

### Spomin
- »Mladenič kot Dominik, ki se je pogumno bojeval, da bi ohranil svojo nedolžnost od krsta do konca svojega življenja, je resnično svetnik«, je dejal o njem sveti Pij X..[4]
- Vrtec Dominik Savio, Karitas Domžale
- Cerkev Svetega Dominika Savia, Mužlja (Banat, Vojvodina, Srbija)
- Stane Kregar: Slika sv. Dominika Savia med mladino za župnijsko cerkev na Rakovniku v Ljubljani (1954).

## Galerija slik
- Hiša v kateri je v Mondoniu umrl Dominik Savio 1857
- Plošča na hiši staršev v Mondoniju, kjer je umrl še ne petnajstleten v sluhu svetosti
- Ob 10h zvečer, 9. marca 1857, je umrl tukaj Dominik Savio
- Srca zahvale za Dominikovo priprošnjo
- Dominikova mati je bila šivilja
- Dominikov oče je bil kovač
- Hiša v Mondoniju, kjer je umrl Dominik Savio
- Kapela pod Mondonijem, kjer je bil pokopan Dominik
- Kapela s spominsko ploščo Dominiku
- Giovanni Serra se zahvaljuje Dominiku 1922
- Pogled na Mondonio

### Knjige o Dominiku Saviu
- Dominik Savio, Salve, Ljubljana 2013.
- Janez Bosko: Trilogija zlatih fantov – Dominik Savio, Mihec Magone, Francek Besucco«; Zbirka Pričevanja 5. Salve – Salezijanski inšpektorat, Ljubljana 2004.
- Teresio Bosco: Dominik Savio; Zbirka Knjižice 150. Salve, Ljubljana 1999.
- Teresio Bosco: Dominik Savio; Življenjepis za mlade; Mladinska knjižnica 11. Katehetski center – Knjižice 1992, Ljubljana
- Mario V Pucci: madžarsko: Savio Domonkos; Az életszentség nagy mesterei 17. (slovensko: Dominik Savio; Veliki učitelji svetega življenja 17.) Agapé, Szeged 1994.

### Don Boskove knjige in knjige o don Bosku, v katerih je omenjan Dominik Savio
V njih je vedno eno ali več poglavij o Dominiku Saviu, cvetu don Boskove preventivne vzgoje.
- Janez Krstnik Lemoyne: Biografski spomini sv. Janeza Boska. Salve, Ljubljana 2012-2013. (italijanski izvirnik: Memorie biografiche di Don Giovanni Bosco; 19 zvezkov. V slovenščini doslej izšlo 5 zvezkov).
- Janez Lemoyne: Življenje svetega Janeza Boska, ustanovitelja salezijancev, hčera Marije pomočnice in zveze salezijanskih sotrudnikov. Poslovenil Tone Vode. Salezijanska tiskarna, Ljubljana-Rakovnik 1934.
- Teresio Bosco: Don Bosko. Knjižice, Ljubljana-Rakovnik 1988.
- Morand Wirth: Don Bosko in salezijanci; stopetdeset let zgodovine; 1. in 2. del. Prevedel Anton Logar. Salezijanci, Ljubljana-Rakovnik 1973.
- Wilhelm Hünermann: Prijatelj mladih. Življenje sv. Janeza Boska. Katehetski center, Ljubljana 1987.
- E. Bianco, C. de Ambrogio: Ukradli ste mi srce. Življenje Janeza Bosca. Žepna knjižnica Ognjišča 12. Ognjišče, Koper 1974.
- Janez Bosko: Spomini. Preventivni sistem pri vzgoji mladine, opisan v osebnem življenjepisu. Salve, Ljubljana 1996.
- Giovanni Bosco: Memorie dell'oratorio di S. Francesco di Sales dal 1815 al 1855. Libreria Ateneo Salesiano, Roma 1992.
- Claudio Russo: Come educava don Bosco. Fatti, parole, testimonianze. LDC, Torino 2008.
- G. Lemoyne – E. Ceria: Memorie Biografiche di Don Giovanni Bosco; 19 volumi. San Benigno Canavese-Torino 1898-1939.
- Giovanni Bosco: Il giovane provveduto. Salesiani, Torino 1885. (LAS, Roma 1977)
- Giovanni Bosco: Scritti pedagogici e spirituali.  (J. Borrego, P. Braido…) LAS, Roma 1987.
- Enzo Bianco – Carlo de Ambrogio: Don Bosco.  Meridiano 12, Torino 1965.
- Teresio Bosco: Don Bosco. LDC, Torino 1979.
- Catechismo di Pio X, illustrato con fatti, detti e sogni di San Giovanni Bosco. 2. izd. Istituo teologico Salesiano, Chieri 1940.
- Wilhelm Hünermann: Der Apostol von Turin, Johannes Don Bosco.  Tyrolia-Verlag, Innsbruck-Wien-München 1961.
- Balázs Barsi fr. OFM: Bosco szent János; Az életszentség mesterei 1. Efo kiadó, Budapest 1995.
- Ismered? Don Bosco, a fiatalok barátja. Don Bosco Kiadó, Budapest.
- Giovanni Battista Bosco: Egy tapastalat emléke. Don Bosco Kiadó, Budapest.
- Karl H. Salesny SDB: Don Bosco rövid élete . Havasi József SDB, Budapest 1991.
- István Lukács: A fiúk apostola. Prugg Verlag, Eisenstadt (Železno) 1983.
- István Lukács: Don Bosco, a csavargók barátja. Don Bosco Kiadó, Budapest 1994.
- Teresio Bosco: Don Bosco, új életrajz. Don Bosco Kiadó, Budapest 2003.
- Teresio Bosco: A szalézi Szent mondta… Don Bosco Kiadó, Budapest 2000.
- Claudio Russso: Hogyan nevelt Don Bosco? Tények, szavak, tanúságok. Don Bosco Kiadó, Budapest 2009.